# إريك ويلسون
إريك ويلسون (بالإنجليزية: Eric Wilson)‏ هو لاعب كرة قدم أمريكية ولاعب كرة قدم كندية أمريكي، ولد في 30 يناير 1978.